# HMS H10
Pour les articles homonymes, voir H10.
Le HMS H10 est un sous-marin britannique de classe H construit pour la Royal Navy par Canadian Vickers Co. à Montréal. Il a été mis en service en juin 1915. Le HMS H10 est perdu en mer du Nord le 19 janvier 1918.

## Conception
Le H10 était un sous-marin de type Holland 602, mais il a été conçu pour répondre aux spécifications de la Royal Navy. Comme tous les sous-marins britanniques de classe H précédant le HMS H11, le H10 avait un déplacement de 363 tonnes en surface, et de 434 t en immersion. Il avait une longueur de 45,80 m un maître-bau de 4,67 m, et un tirant d'eau de 3,81 m.
Il était propulsé par un moteur Diesel d’une puissance de 480 ch (360 kW) et par deux moteurs électriques fournissant chacun une puissance de 320 ch (240 kW). Le sous-marin avait une vitesse maximale en surface de 13 nœuds (24 km/h). En utilisant ses moteurs électriques, le sous-marin pouvait naviguer en immersion à 11 nœuds (20 km/h). Il transportait normalement 18,1 tonnes de carburant, mais il avait une capacité maximale de 20 tonnes. Les sous-marins britanniques de classe H avaient un rayon d'action de 1 600 milles marins (2 963 km).
Les sous-marins britanniques de classe H étaient armés de quatre tubes lance-torpilles de 18 pouces (457 mm) montés à l’avant. Les sous-marins emportaient huit torpilles. Leur effectif était de vingt-deux membres d’équipage.